# Леончук Ганна Йосипівна
Га́нна Йо́сипівна Леончу́к (30 листопада 1917, Каноничі, тепер Володимирецького району Рівненської області — † 18 грудня 1979, Володимирець) — українська народна майстриня художнього ткацтва, заслужений майстер народної творчості УРСР — 1966.

## Короткі дані
Розробила серію геометричних орнаментів, виготовляла килими, покривала, весільні рушники, серветки, стилізований за поліськими мотивами одяг. Відродила технологію старовинної «серпанкової тканини». Її розробки використовувалися на Дарницькому шовковому комбінаті та на Рівненському льонокомбінаті.
Звання «Заслужений майстер народної творчості України» присвоєно під номером один, 2 золоті медалі та ювілейна Ленінська, почесні титули лауреата районних, обласних, республіканських та всесоюзних конкурсів, численні грамоти, подарунки.
У серпні 2007 року засновано обласну премію імені Ганни Леончук за збереження та охорону нематеріальної культурної спадщини.

## Витоки
- Гощанська РДА
- Володимирець[недоступне посилання з липня 2019]
- Лексика [Архівовано 5 березня 2016 у Wayback Machine.]